# Mattias Askerson
John Mattias Askerson, född 3 juni 1993 i Husby-Ärlinghundra församling, är en svensk moderat politiker verksam i Sigtuna kommun. Sedan februari 2025 är han kommunstyrelsens ordförande.
Askerson har en civilingenjörsexamen inom transport och geoinformatik från Kungliga Tekniska Högskolan.
Askerson blev medlem i Moderata Ungdomsförbundet som ung och har för Moderaternas räkning innehaft flera ordförandeposter i nämnder sedan hösten 2017, senast som ordförande i utbildningsnämnden och vice ordförande i kommunstyrelsen. Han valdes den 17 december 2024 av Sigtuna kommunfullmäktige att efterträda Olov Holst som kommunstyrelsens ordförande när Holst lämnade posten den 1 februari 2025.